# Filmografia de Quentin Tarantino

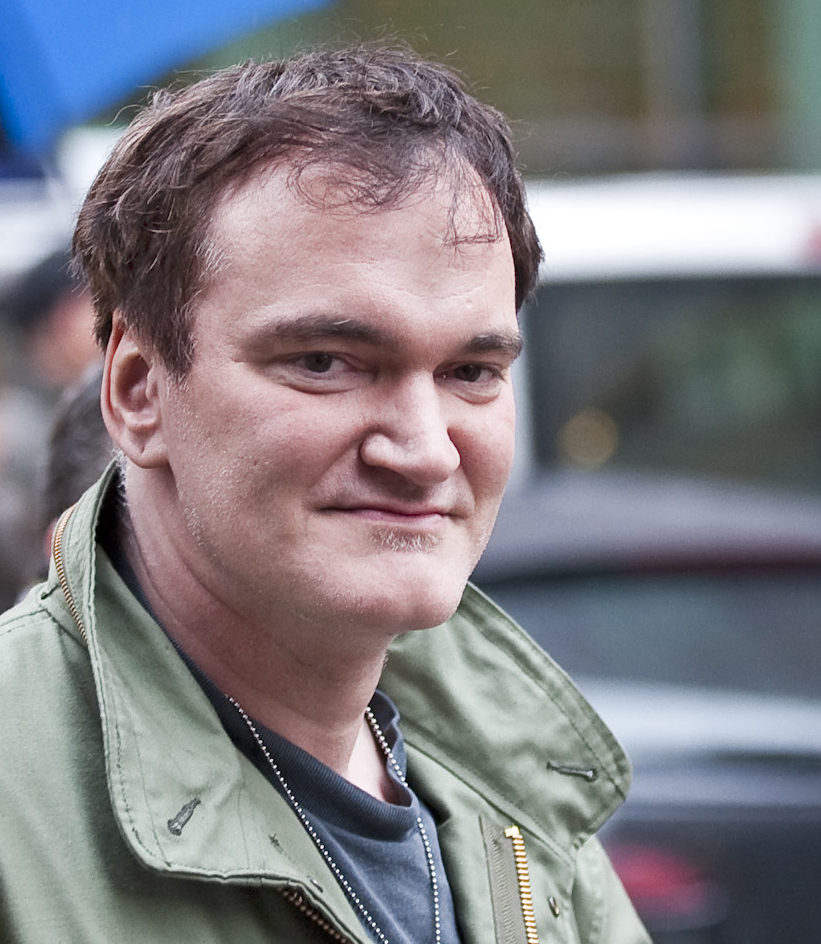
Quentin Tarantino no Festival de Berlim, 2009.

Quentin Tarantino é um realizador, produtor, argumentistata e ator estadunidense que, em 2015, havia dirigido e escrito 11 filmes. Tarantino iniciou sua carreira cinematográfica no final da década de 1980, dirigindo, escrevendo e estrelando My Best Friend's Birthday, um curta-metragem nunca lançado oficialmente. Interpretou o cantor Elvis Presley em uma pequena atuação na série The Golden Girls (1988) e apareceu em Eddie Presley (1992). Como cineasta independente, Tarantino dirigiu, escreveu e atuou no suspense Reservoir Dogs (1992), que conta a história de cinco estranhos que se unem para o assalto de suas vidas. O filme acabou impulsionando-o ao estrelato, sendo inclusive intitulado "O maior filme independente de todos os tempos" pela revista Empire. Seu roteiro para True Romance (1993), de Tony Scott, lhe rendeu uma indicação ao Prêmio Saturno.
Em 1994, Tarantino escreveu e dirigiu o humor negro neo-noir Pulp Fiction, um grande sucesso comercial e de crítica. Citado pela imprensa como o filme definitivo do cinema moderna, Pulp Fiction rendeu-lhe uma indicação ao Óscar nas categorias de Melhor Roteiro Original e Melhor Diretor. Também em 1994, Tarantino trabalhou como produtor executivo de Killing Zoe e roteirizou outros dois filmes. No ano seguinte, dirigiu The Man from Hollywood, um dos quatro seguimentos de Four Rooms, e um episódio de ER – intitulado "The Motherhood". Em 1996, Tarantino escreveu From Dusk till Dawn, a primeira de suas inúmeras colaborações com o diretor Robert Rodriguez, e que atingiu o status cult. Suas produções seguintes, Jackie Brown (1997) e Kill Bill (2003-2004) foram também de grande sucesso comercial e de crítica. O último destes, dividido em duas partes (Volume 1 e Volume 2) narra a trajetória de uma antiga assassina em busca de vingança.
Sua direção de "Grave Danger", um episódio da série criminal CSI: Crime Scene Investigation, rendeu-lhe uma indicação ao Prêmio Emmy de Melhor Direção em Série de Drama. Dirigiu também uma cena de Sin City, juntamente com Frank Miller e Robert Rodriguez. Os dois diretores voltariam a trabalhar juntos em Grindhouse (2007), no qual Tarantino dirigiu o seguimento Death Proof. No ano seguinte, dirigiu o filme de guerra Inglourious Basterds (2009), uma versão romanceada de fatos da Ocupação Nazista na França durante a Segunda Guerra Mundial. O filme, estrelado por Brad Pitt, Christoph Waltz e Mélanie Laurent, foi indicado a inúmeros prêmios internacionais, incluindo ao Óscar de Melhor Diretor. Seu maior sucesso comercial veio com o western Django Unchained, lançado em 2012, que arrecadou mais de 420 milhões de dólares mundialmente.

## Filmografia

### Cinema
| Ano  | Título                                                       | Papel   | Papel      | Papel    | Papel | Papel                        |
| Ano  | Título                                                       | Diretor | Roteirista | Produtor | Ator  | Papel                        |
| ---- | ------------------------------------------------------------ | ------- | ---------- | -------- | ----- | ---------------------------- |
| 1987 | My Best Friend's Birthday                                    | Sim     | Sim        | Sim      | Sim   | Clarence Pool                |
| 1991 | Past Midnight                                                |         | Sim        | Sim      |       |                              |
| 1992 | Eddie Presley                                                |         |            |          | Sim   | Atendente                    |
| 1992 | Reservoir Dogs                                               | Sim     | Sim        |          | Sim   | Sr. Brown                    |
| 1993 | True Romance                                                 |         | Sim        |          |       |                              |
| 1994 | The Coriolis Effect                                          |         |            |          | Sim   | Panhandle Slim (voz)         |
| 1994 | Pulp Fiction                                                 | Sim     | Sim        |          | Sim   | Jimmie Dimmick               |
| 1994 | Natural Born Killers                                         |         | Sim        |          |       |                              |
| 1994 | It's Pat                                                     |         | Sim        |          |       |                              |
| 1994 | Somebody to Love                                             |         |            |          | Sim   | Bartender                    |
| 1994 | Sleep with Me                                                |         |            |          | Sim   | Sid                          |
| 1994 | Killing Zoe                                                  |         |            | Sim      |       |                              |
| 1995 | Dance Me to the End Of Love                                  |         |            |          | Sim   | Groom                        |
| 1995 | Four Rooms                                                   | Sim     | Sim        | Sim      | Sim   | Chester Rush                 |
| 1995 | Desperado                                                    |         |            |          | Sim   |                              |
| 1995 | Destiny Turns on the Radio                                   |         |            |          | Sim   | Johnny Destiny               |
| 1995 | Crimson Tide                                                 |         | Sim        |          |       |                              |
| 1996 | The Rock                                                     |         | Sim        |          |       |                              |
| 1996 | Girl 6                                                       |         |            |          | Sim   | Diretor #1                   |
| 1996 | From Dusk till Dawn                                          |         | Sim        | Sim      | Sim   | Richard Gecko                |
| 1996 | Curdled                                                      |         |            |          | Sim   | Richard Gecko                |
| 1997 | Jackie Brown                                                 | Sim     | Sim        | Sim      | Sim   | Voz da Máquina               |
| 1998 | God Said Ha!                                                 |         |            | Sim      |       |                              |
| 1999 | From Dusk Till Dawn 2                                        |         |            | Sim      |       |                              |
| 1999 | From Dusk Till Dawn 3                                        |         |            | Sim      |       |                              |
| 2000 | Little Nicky                                                 |         |            |          | Sim   | Diácono                      |
| 2003 | Kill Bill: Volume 1                                          | Sim     | Sim        |          | Sim   | Membro do Crazy 88           |
| 2004 | Kill Bill: Volume 2                                          | Sim     | Sim        |          |       |                              |
| 2004 | My Name Is Modesty                                           |         |            | Sim      |       |                              |
| 2005 | Sin City                                                     | Sim     |            |          |       |                              |
| 2005 | The Muppets' Wizard of Oz                                    |         |            |          | Sim   | Ele mesmo                    |
| 2005 | Daltry Calhoun                                               |         |            | Sim      |       |                              |
| 2005 | Hostel                                                       |         |            | Sim      |       |                              |
| 2006 | Freedom's Fury                                               |         |            | Sim      |       |                              |
| 2007 | Grindhouse                                                   | Sim     | Sim        | Sim      | Sim   | Warren                       |
| 2007 | Sukiyaki Western Django                                      |         |            |          | Sim   | Piringo                      |
| 2007 | Hostel: Part II                                              |         |            | Sim      |       |                              |
| 2007 | Planet Terror                                                |         |            | Sim      | Sim   | Estuprador Zumbi             |
| 2007 | Diary of the Dead                                            |         |            |          | Sim   | Leitor                       |
| 2008 | Hell Ride                                                    |         |            | Sim      |       |                              |
| 2008 | Not Quite Hollywood: The Wild, Untold Story of Ozploitation! |         |            |          | Sim   | Ele mesmo                    |
| 2009 | Inglourious Basterds                                         | Sim     | Sim        |          | Sim   | Primeiro escalpelado         |
| 2011 | The Greatest Movie Ever Sold                                 |         |            |          | Sim   | Ele mesmo                    |
| 2012 | Django Unchained                                             | Sim     | Sim        |          | Sim   | Empregado de LeQuint Capanga |
| 2014 | She's Funny That Way                                         |         |            |          | Sim   | Ele mesmo                    |
| 2015 | The Hateful Eight                                            | Sim     | Sim        |          | Sim   | Narrador                     |
| 2019 | Era uma Vez em... Hollywood                                  | Sim     | Sim        | Sim      | Sim   | Cameo                        |